# (160256) 2002 PD149
(160256) 2002 PD149, também escrito como (160256) 2002 PD149, é um objeto transnetuniano (TNO) que está localizado no cinturão de Kuiper, uma região do Sistema Solar. Ele é classificado como um cubewano. O mesmo possui uma magnitude absoluta (H) de 6,3 e, tem um diâmetro com cerca de 186 km, por isso existem poucas chances que possa ser classificado como um planeta anão, devido ao seu tamanho relativamente pequeno. Este corpo celeste é um sistema binário, o outro componente, o S/2007 (160256) 1, possui um diâmetro estimado em cerca de 155 km.

## Descoberta
(160256) 2002 PD149 foi descoberto no dia 10 de agosto de 2002 por Marc W. Buie.

## Órbita
A órbita de (160256) 2002 PD149 tem uma excentricidade de 0.064, possui um semieixo maior de 43,185 UA e um período orbital de cerca de 284 anos. O seu periélio leva o mesmo a uma distância de 40,659 UA em relação ao Sol e seu afélio a 45,712 UA.